# Ivan Sjisjmanovo
Ivan Sjisjmanovo (bulgariska: Иван Шишманово) är ett distrikt i Bulgarien.   Det ligger i kommunen Obsjtina Zavet och regionen Razgrad, i den nordöstra delen av landet, 300 km öster om huvudstaden Sofia.
Trakten runt Ivan Sjisjmanovo består till största delen av jordbruksmark. Runt Ivan Sjisjmanovo är det ganska tätbefolkat, med 65 invånare per kvadratkilometer.